# الیزور رایت
الیزور رایت (به انگلیسی: Elizur Wright) (الیزور رایت سوم، ۱۲ فوریه ۱۸۰۴–۲۲ نوامبر ۱۸۸۵) یک ریاضی‌دان آمریکایی و مخالف برده‌داری بود. بعض مواقع در ایالات متحده از به‌عنوان «پدر بیمه عمر» یا «پدر تنظیم بیمه» یاد می‌شود زیرا او در این زمینه کارزاری راه انداخت. رایت به‌عنوان مأمور عالی‌رتبه بیمه ایالت ماساچوست خدمت کرد.